# 莫塞島

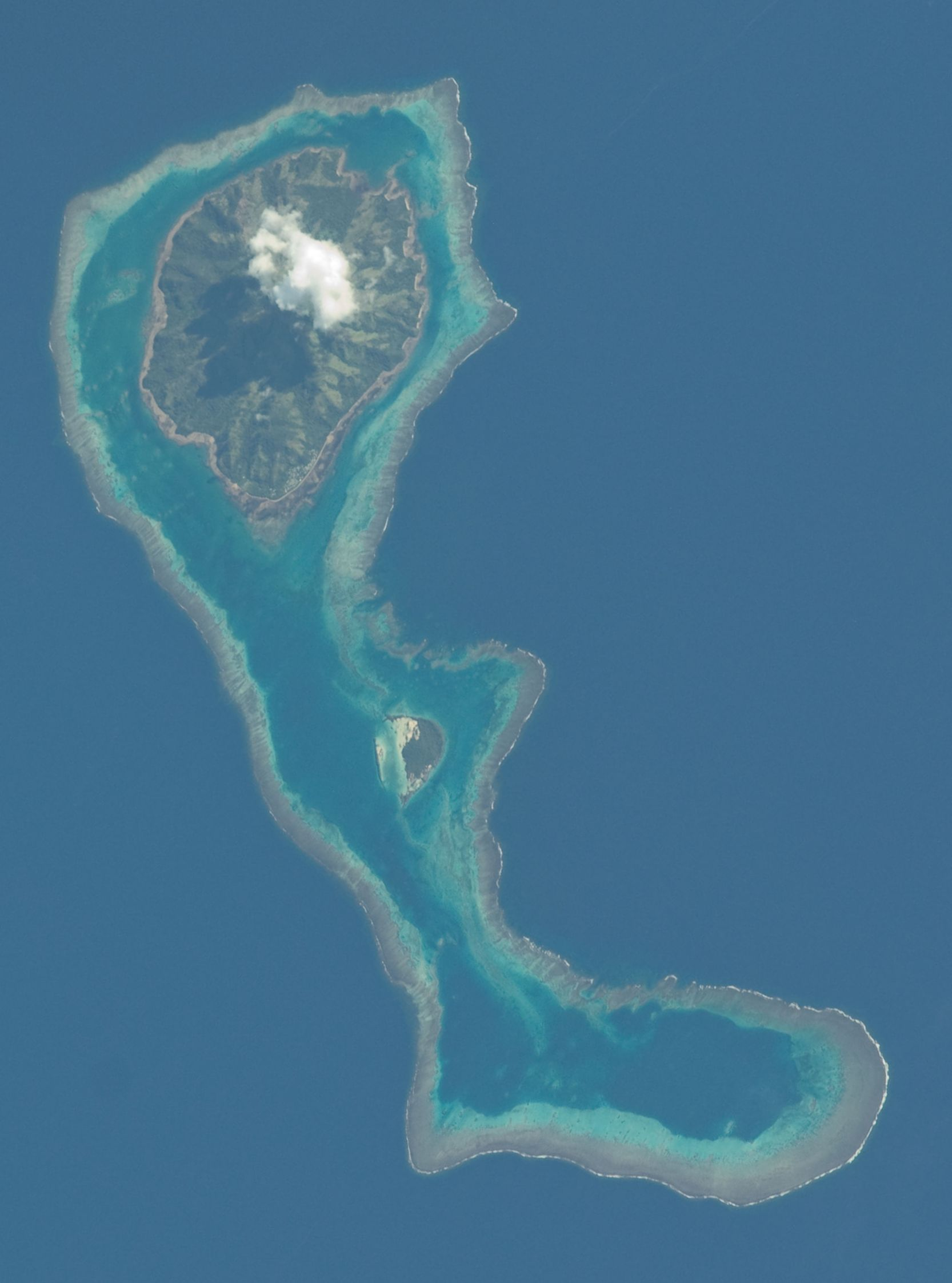

莫塞島是斐濟的火山島，位於太平洋海域，距離科莫島12公里，屬於劳群岛的一部分，長4.5公里、寬3.7公里，面積11平方公里，最高點海拔高度180米，人口約600。